# (48527) 1993 LC1
(48527) 1993 LC1 là một tiểu hành tinh nằm ở rìa trong của vành đai chính. Nó được phát hiện bởi Robert H. McNaught ở Đài thiên văn Siding Spring ở Coonabarabran, New South Wales, Australia, ngày 13 tháng 6 năm 1993.